# Grimaldi (cráter)

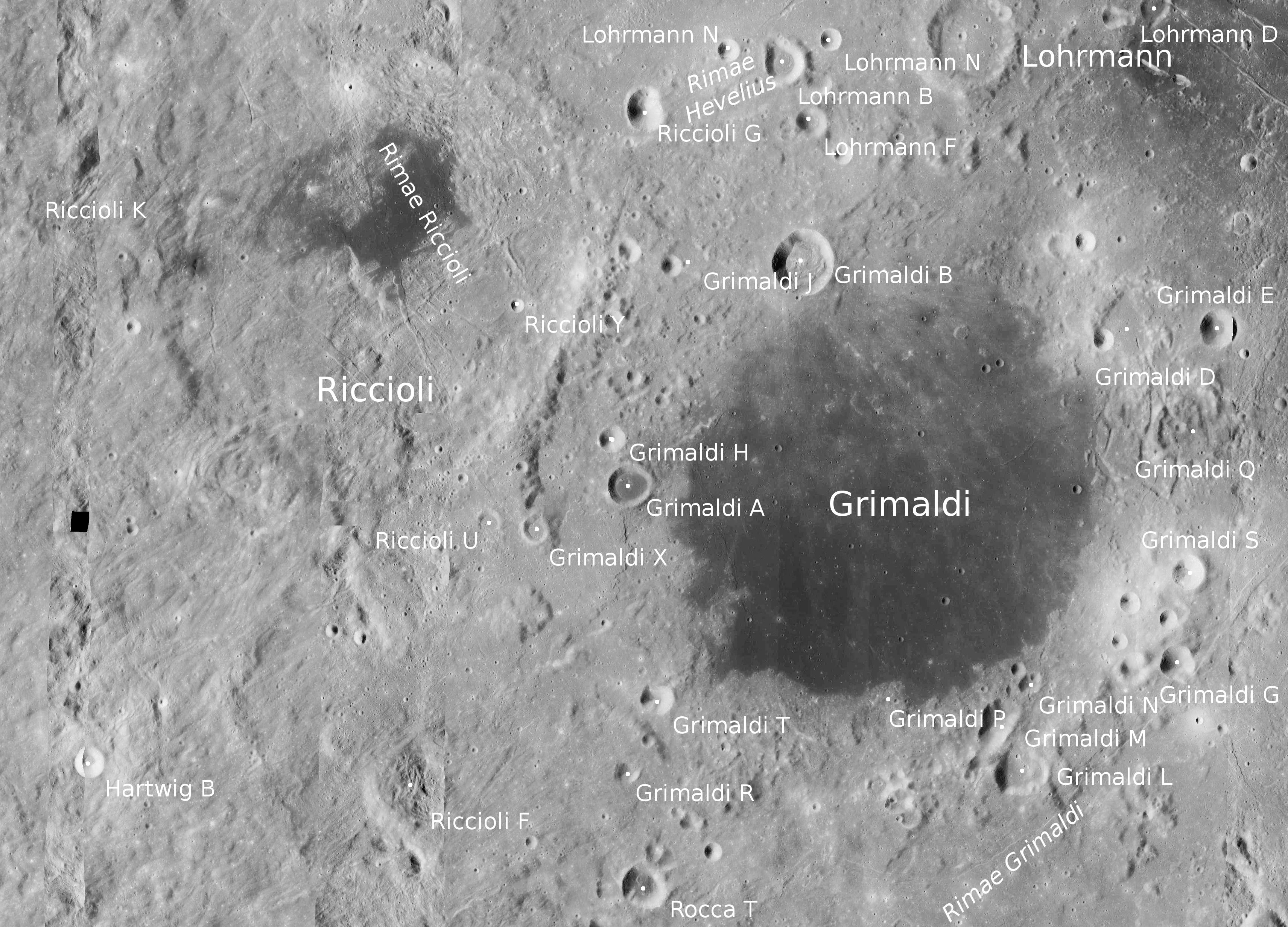
Localización de Grimaldi. Fotografía de la misión LRO

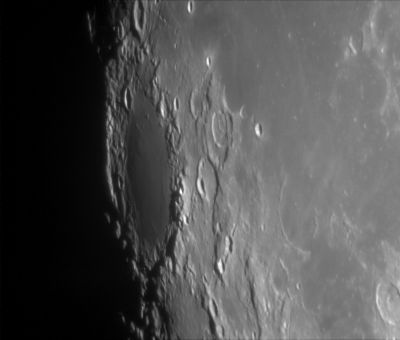
Fotografía de la misión LRO

Grimaldi es una gran cuenca situada cerca de la extremidad occidental de la Luna, al suroeste del Oceanus Procellarum, y al sureste del cráter Riccioli. Hacia el Oceanus Procellarum aparece el cráter Damoiseau, y al norte se halla Lohrmann.
La pared interna de Grimaldi ha sido tan fuertemente desgastada y erosionada por impactos posteriores, que ha quedado reducido a un anillo irregular de colinas bajas, crestas y picos. Sin embargo, algunos de los picos restantes alcanzan alturas de más de 2 kilómetros. El suelo del mar lunar que ocupa su interior es la característica más notable de este cráter, formando una superficie plana, relativamente lisa y sin rasgos notables, con un albedo particularmente bajo. El tono oscuro del suelo contrasta con el entorno más brillantes, por lo que es un cráter fácil de localizar. El diámetro aproximado del borde interior es de 140 kilómetros.
Más allá de la cuenca de Grimaldi se hallan los restos dispersos de una pared exterior, que tiene un diámetro de 220 kilómetros. Este borde exterior aparece algo más intacto al norte y al oeste del cráter que en otros lugares. En el sureste de Grimaldi se sitúa un sistema de rimae que recibe el nombre de Rimae Grimaldi. Al noroeste, algunos de los canales pertenecientes al Rimae Riccioli se acercan al borde occidental del brocal de Grimaldi.
Una mascon, con su característico valor elevado de la gravedad, ha sido identificada en el centro de Grimaldi (que se corresponde con el mare), de acuerdo con los trabajos de medición realizados con el dispositivo GRAIL.

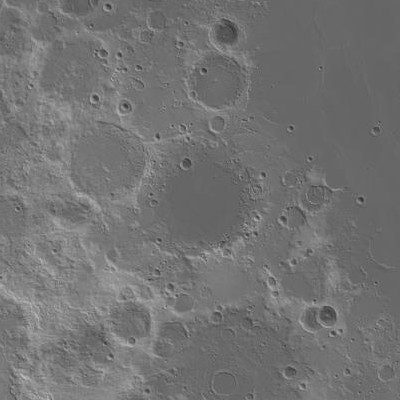
Mapa topográfico de la cuenca
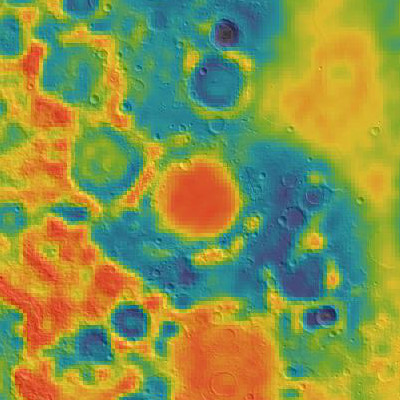
Mapa del campo gravitatorio GRAIL

Grimaldi tiene una historia de fenómenos lunares transitorios, incluyendo ocasionales destellos de luz, marcas de color, y zonas de visibilidad nebulosa. Las emisiones gaseosas de esta zona se han detectado utilizando espectroscopía.

## Cráteres satélite
Por convención estos elementos se identifican en los mapas lunares colocando la letra en el lado del punto central del cráter más cercano a Grimaldi.
|          | \| Grimaldi \| Coordenadas \| Diámetro \| \| -------- \| ---------------------------- \| -------- \| \| A \| 5°24′S 71°12′O / -5.4, -71.2 \| 15 km \| \| B \| 2°54′S 69°12′O / -2.9, -69.2 \| 22 km \| \| C \| 2°36′S 61°30′O / -2.6, -61.5 \| 10 km \| \| D \| 3°42′S 65°30′O / -3.7, -65.5 \| 22 km \| \| E \| 3°42′S 64°24′O / -3.7, -64.4 \| 13 km \| \| F \| 4°00′S 62°42′O / -4.0, -62.7 \| 29 km \| \| G \| 7°24′S 64°54′O / -7.4, -64.9 \| 13 km \| \| H \| 4°54′S 71°24′O / -4.9, -71.4 \| 9 km \| \| J \| 2°54′S 70°36′O / -2.9, -70.6 \| 16 km \| \| L \| 8°30′S 66°42′O / -8.5, -66.7 \| 19 km \| \| M \| 8°00′S 67°00′O / -8.0, -67.0 \| 18 km \| \| N \| 7°36′S 66°36′O / -7.6, -66.6 \| 8 km \| \| P \| 8°00′S 68°18′O / -8.0, -68.3 \| 10 km \| \| Q \| 4°48′S 64°48′O / -4.8, -64.8 \| 21 km \| \| R \| 8°30′S 71°12′O / -8.5, -71.2 \| 9 km \| \| S \| 6°24′S 65°00′O / -6.4, -65.0 \| 11 km \| \| T \| 7°42′S 70°54′O / -7.7, -70.9 \| 12 km \| \| X \| 5°48′S 72°18′O / -5.8, -72.3 \| 9 km \| |          |
| Grimaldi | Coordenadas | Diámetro |
| A        | 5°24′S 71°12′O / -5.4, -71.2 | 15 km    |
| B        | 2°54′S 69°12′O / -2.9, -69.2 | 22 km    |
| C        | 2°36′S 61°30′O / -2.6, -61.5 | 10 km    |
| D        | 3°42′S 65°30′O / -3.7, -65.5 | 22 km    |
| E        | 3°42′S 64°24′O / -3.7, -64.4 | 13 km    |
| F        | 4°00′S 62°42′O / -4.0, -62.7 | 29 km    |
| G        | 7°24′S 64°54′O / -7.4, -64.9 | 13 km    |
| H        | 4°54′S 71°24′O / -4.9, -71.4 | 9 km     |
| J        | 2°54′S 70°36′O / -2.9, -70.6 | 16 km    |
| L        | 8°30′S 66°42′O / -8.5, -66.7 | 19 km    |
| M        | 8°00′S 67°00′O / -8.0, -67.0 | 18 km    |
| N        | 7°36′S 66°36′O / -7.6, -66.6 | 8 km     |
| P        | 8°00′S 68°18′O / -8.0, -68.3 | 10 km    |
| Q        | 4°48′S 64°48′O / -4.8, -64.8 | 21 km    |
| R        | 8°30′S 71°12′O / -8.5, -71.2 | 9 km     |
| S        | 6°24′S 65°00′O / -6.4, -65.0 | 11 km    |
| T        | 7°42′S 70°54′O / -7.7, -70.9 | 12 km    |
| X        | 5°48′S 72°18′O / -5.8, -72.3 | 9 km     |